# Ладапер
Ладапе́р (фр. Ladapeyre, окс. Lada Peire) — коммуна во Франции, находится в регионе Лимузен. Департамент коммуны — Крёз. Входит в состав кантона Гере-Северный. Округ коммуны — Гере.
Код INSEE коммуны — 23102.

## Население
Население коммуны на 2010 год составляло 346 человек.
| 1962 | 1968 | 1975 | 1982 | 1990 | 1999 | 2010 |
| ---- | ---- | ---- | ---- | ---- | ---- | ---- |
| 539  | 495  | 391  | 380  | 336  | 326  | 346  |

## Экономика
В 2010 году среди 209 человек трудоспособного возраста (15—64 лет) 153 были экономически активными, 56 — неактивными (показатель активности — 73,2 %, в 1999 году было 65,9 %). Из 153 активных жителей работали 134 человека (70 мужчин и 64 женщины), безработных было 19 (8 мужчин и 11 женщин). Среди 56 неактивных 11 человек были учениками или студентами, 27 — пенсионерами, 18 были неактивными по другим причинам.